# Setge d'Ascaló
El Setge d'Ascaló fou un difícil episodi de les croades que va tenir lloc el 1153, en què el Regne de Jerusalem aconseguí conquerir la fortalesa fatimita d'Ascaló, que seria afegida al Comtat de Jaffa.

## Rerefons
Ascaló era una gran fortalesa frontera fatimita. La batalla d'Ascaló es va lliurar fora de la ciutat, el 1099, a les acaballes de la Primera Croada, després del setge de Jerusalem. Tot i que els croats en varen sortir victoriosos, les picabaralles internes entre Jofré de Bouillon i Ramon IV de Tolosa permeteren que Ascaló restés en mans egípcies. A partir d'aleshores, els fatimites foren capaços de llençar-hi incursions cada any, i la frontera sud del regne croat romangué inestable.
Després del fracàs de la Segona Croada el 1148, Conrad III emperador romanogermànic va intentar assetjar la fortalesa, però va haver de retirar-se en no rebre cap suport ni de Jerusalem ni dels altres estats croats. Mentrestant, Nur al-Din estava unint els territoris a l'est i al nord de Jerusalem, governava Mossul i Alep i la seva influència es feia sentir, després de la Segona Croada, fins i tot a Damasc.
El 1149, Nur al-Din derrotà el Principat d'Antioquia en la batalla d'Inab, però fou incapaç de conquerir completament tot el principat. Tampoc fou capaç de penetrar ben lluny dins del Regne de Jerusalem, però aconseguir aïllar-lo pel nord i per l'est. Amb la pressió exercida per un governant tan fort com Nur al-Din, els croats haurien de dirigir les seves mirades cap a Egipte si es volien expandir.
El 1150, Balduí III de Jerusalem va reconstruir la ciutat en ruïnes de Gaza, la defensa de la qual va ser confiada als cavallers templers per intentar controlar les contínues incursions des d'Ascaló, situada a unes 10 milles al nord-est. Des de la creació del Regne de Jerusalem, s'havien estat construint altres fortaleses per protegir-se dels atacs procedents d'Ascaló. El castell d'Ibelín (Yavne) estava a 20 milles al nord-est d'Ascaló, a prop de la costa, el castell de Blanchegarde (Tell es-Safi) estava a 15 milles a l'est nord-est, el Castell Gibelí (Beerxeba) estava a 19 milles a l'est, i el castell de Montgisard estava a 28 milles al nord-est, a prop de Ramla.
No obstant això, Jerusalem va ser colpejada per la guerra civil abans de poder planejar la seva expansió. Balduí III era l'hereu legal del regne, però la seva mare la reina Melisenda de Jerusalem havia estat governant com regent des del 1143. El 1152 Balduí III va reclamar el control total del regne, aconseguint-lo després de diverses escaramusses. A més aquest mateix any va haver de fer front amb èxit a una invasió turca del regne.

## Setge d'Ascaló
Animat per les seves victòries, el 1153 Balduí III va decidir de conquerir Ascaló. Va marxar cap a la fortalesa amb l'exèrcit sencer de Jerusalem, començant al gener amb la destrucció de les plantacions properes a la fortalesa. Al capdavant de l'exèrcit anava el patriarca Folc de Jerusalem portant la relíquia de la Veracreu, al costat del mestre hospitaler Raymond du Puy, el mestre templer Bernat de Tremelay, i els grans nobles del regne com Hug d'Ibelin, Felip de Milly, Hunfred II de Toron i Reinald de Châtillon. El setge es va efectuar tant per terra com per mar, amb una flota comandada per Gerard de Grenier, senyor Sidó. També s'hi va unir un nombrós grup de pelegrins que anaven de camí a Jerusalem.
Es van construir torres de setge, i hi va haver escaramusses durant cinc mesos amb derrotes i victòries en els dos bàndols. Ascaló semblava inexpugnable, i darrere de les seves portes i murs pràcticament hi havia el doble de defensors que d'atacants havia fora, a més de comptar amb suficients subministraments com per aguantar el setge durant anys. Al maig, la flota egípcia va arribar fins a la ciutat per abastir-la; la petita flota de Gerard de Sidó poc va poder fer per detenir-los. No obstant això, a l'agost es va produir un revés per als defensors d'Ascaló, en intentar incendiar una torre de setge dels croats. El vent va propagar el foc contra la ciutat i destruí part de la muralla.
Segons Guillem de Tir, els cavallers templers penetraren per la bretxa abans que Balduí III tingués coneixement del succés, mentre que el mestre del Temple, Bernat de Tremelay, tractava d'impedir que altres croats els seguissin a l'interior, per evitar compartir el botí amb el rei. Bernat i prop de quaranta templers van ser reduïts i assassinats per la guarnició egípcia. Els seus cossos van ser penjats de les muralles i els seus caps enviats al soldà.
Un cronista de Damasc presenta una versió diferent de l'esdeveniment, esmentat el succés de la bretxa al mur com el començament de la caiguda de la ciutat, encara que no fa cap esment a l'incident amb els templers. La crònica de Guillem de Tir és bastant discutible, donat l'odi que sentia cap al Temple. Per causa d'això i com que les notícies que arribaven a Europa en l'època de les croades eren bastant imprecises, aquesta afirmació ha de ser presa amb cautela. Tanmateix, el que és indiscutible és que Bernat de Tremelay va morir durant el setge.
La fatiga es va apoderar dels croats i molts van plantejar la possibilitat d'abandonar el setge. No obstant això, tant els hospitalers com el patriarca van convèncer el rei de la ràpida caiguda de la ciutat. Tres dies després, un assalt va aconseguir forçar una de les entrades de la ciutat. El 19 d'agost els croats van prendre la ciutat, rendint-se la ciutadella tres dies després. No hi va haver represàlies contra la població civil, que majoritàriament es va embarcar cap a Egipte.

## Conseqüències
Encara que en principi Ascaló depenia del bisbe de Betlem, la diòcesi va ser lliurada directament al patriarca de Jerusalem. La mesquita de la ciutat va esdevenir una església, i la ciutat va passar a formar part del Comtat de Jaffa que va ser lliurat al germà de Balduí III, Amalaric. El doble Comtat de Jaffa i Ascaló arribaria a ser la senyoria croada més important del Regne de Jerusalem, de vegades governada per un poderós noble i altres sota control directe del rei.
La caiguda d'Ascaló contribuí a la caiguda del Califat Fatimita a Egipte. Amalaric va succeir el seu germà com a rei de Jerusalem el 1162, i va organitzar durant l'any 1160 nombroses campanyes des d'Ascaló contra Egipte. Aquestes croades contra Egipte van fracassar, ja que Amalaric no va poder aconseguir el control del país. Irònicament, van conduir a la unificació d'Egipte i Síria sota el comandament de Saladí, que finalment va conquerir el Regne de Jerusalem el 1187.